# 여친·남친
여친·남친(女朋友。男朋友)은 2012년 타이베이 영화제에서 공개된 영화이다. 2012년 8월 3일 중화민국에서 공식적으로 개봉하였다. 대한민국에서는 2013년 2월 7일 개봉하였다.

## 캐스팅
- 계륜미 (桂綸鎂) - (린 메이바오 역)
- 장샤오취안 - (리얌 역)
- 펑샤오웨 - (아론 역)

## 수상
- 제 49회 금마장 관객상 (양야체)
- 제 49회 금마장 여우주연상 (계륜미)